# 興遼

興遼

興遼（こうりょう）は1029年から1030年の間に存在した渤海人の王朝。独自の年号を使用していた。

## 歴史
1029年、（後渤海国の滅亡（1018年）のわずか11年後）、渤海国太祖大祚栄の七世孫、遼の東京遼陽府の舎利軍の将軍大延琳が、民衆の苦しんでいるのに乗じて遼に反乱、東京遼陽府で独立、満州の地に「興遼国」を建国した。
当時の東京遼陽府は、10世紀に契丹によって渤海人が集住させられていた。文化的にも栄え、その繁栄は満州地域に数々の渤海系の国家が興亡していた頃からモンゴル時代まで継続し、まさに都市民化した渤海人の一大中心地であった。
年号を天慶とし、大延琳は天興皇帝と称していた。この勢力に女真族も合流して反乱規模は拡大していった。
翌1030年、興遼国は遼に鎮圧され、大延琳は囚われ、滅亡した。 この後、1116年に大渤海が建国される。